# جورج جاي غروين
جورج جاي غروين (بالإنجليزية: George J. Gruen)‏ هو ساعاتي أمريكي، ولد في 1877 في أوهايو في الولايات المتحدة، وتوفي في 1911.